# Rajd Arktyczny 1976
Rajd Arktyczny 1976 (11. Marlboro Arctic Rally) – 11 edycja rajdu samochodowego Rajd Arktyczny rozgrywanego w Finlandii. Rozgrywany był od 29 stycznia do 1 lutego 1976 roku. Była to druga runda Rajdowych Mistrzostw Europy w roku 1976 (rajd miał najwyższy współczynnik - 4) oraz druga runda Rajdowych Mistrzostw Finlandii.

## Klasyfikacja rajdu
| Miejsce                      | Kierowca                     | Pilot                        | Samochód                     | Czas                         | Strata                       |                              |
| Klasyfikacja generalna i ERC | Klasyfikacja generalna i ERC | Klasyfikacja generalna i ERC | Klasyfikacja generalna i ERC | Klasyfikacja generalna i ERC | Klasyfikacja generalna i ERC | Klasyfikacja generalna i ERC |
| ---------------------------- | ---------------------------- | ---------------------------- | ---------------------------- | ---------------------------- | ---------------------------- | ---------------------------- |
| 1.                           | Tapio Rainio                 | Erkki Nyman                  | Saab 96 V4                   |                              | 0.0                          |                              |
| 2.                           | Hannu Valtaharju             | Risto Anttila                | Opel Ascona                  |                              |                              |                              |
| 3.                           | Kyösti Saari                 | Jaakko Markula               | Alfa Romeo 2000 GTV          |                              |                              |                              |
| 4.                           | Pauli Toivonen               | Martti Tiukkanen             | Simca Rallye 2               |                              |                              |                              |
| 5.                           | Pertti Kärhä                 | Seppo Siitonen               | Sunbeam Avenger              |                              |                              |                              |
| 6.                           | Kaj Fyhrqvist                | Leif Malmström               | Opel Ascona                  |                              |                              |                              |
| 7.                           | John Haugland                | Per Odvar Nyborg             | Škoda 120                    |                              |                              |                              |
| 8.                           | Viljo Metso                  | Keijo Itkonen                | Opel Ascona                  |                              |                              |                              |
| 9.                           | Martti Heiskanen             | Esko Tikka                   | Ford Escort RS 2000 MKI      |                              |                              |                              |
| 10.                          | Raimo Hämeenniemi            | Jaakko Pikkarainen           | Opel Ascona                  |                              |                              |                              |